# Buros
Buros es una comuna francesa de la región de Aquitania en el departamento de Pirineos Atlánticos. Forma parte del área metropolitana de la ciudad de Pau.
El topónimo Buros fue mencionado por primera vez en el año 1319 y posteriormente en 1457 con el nombre de Buroos.

## Demografía
| 554 | 504 | 722 | 562 | 662 | 639 | 632 | 611 | 615 | 578 | 552 | 546 | 547 | 515 | 503 | 501 | 504 | 503 | 469 | 441 | 421 | 428 | 459 | 449 | 377 | 402 | 455 | 637 | 691 | 919 | 1 155 | 1 416 | 1 707 |
| Para los censos de 1962 a 1999 la población legal corresponde a la población sin duplicidades (Fuente: INSEE [Consultar]) |     |     |     |     |     |     |     |     |     |     |     |     |     |     |     |     |     |     |     |     |     |     |     |     |     |     |     |     |     |       |       |       |